# Wooler
Wooler è un paese di 1 983 abitanti della contea del Northumberland, in Inghilterra.